# Siervas de la Pasión
La Congregación Siervas de la Pasión es una congregación religiosa católica femenina de derecho pontificio, fundada por la viuda española Teresa Gallifa Palmarola, en Vich, en 1886, con el fin de defender y mantener, sea material o espiritualmente, la vida de los niños que se encuentran en peligro de muerte. A las religiosas de este instituto se les conoce como siervas de la Pasión y posponen a sus nombres las siglas S.P.

## Historia
Teresa Gallifa Palmarola, luego de enviudar, fundó un hogar en 1886, en que acogía a las jóvenes embarazadas que estuvieran en peligro de abortar o ser obligadas a hacerlo, con el fin de defender la vida del no nacido. Un proyecto extraño para la época, que le significó la persecución de muchos políticos y eclesiásticos, porque no le era permitido a las mujeres llevar esa clase de trabajos.
Con el apoyo y la aprobación de José Morgades y Gili, obispo de Vich, Gallifa continuó su labor, sin embargo, y por consejo del mismo prelado, la fundadora se trasladó a Barcelona con sus jóvenes acogidas y los dos hijos que le quedaban, en 1891. Para la atención de dicha obra, con las primeras voluntarias, el obispo de aprobó el instituto como congregación de derecho diocesano en 1914, con el nombre de Hermanas de la Visitación y Esclavas del Redentor.
En 1983, el papa Juan Pablo II otorgó la aprobación pontificia al instituto, convirtiéndose en una congregación de derecho pontificio y con un nuevo nombre: Siervas de la Pasión.

## Organización
La Congregación Siervas de la Pasión es un instituto religioso centralizado, cuyo gobierno lo desempeña la superiora general coadyuvada de consejo. En la actualidad el cargo lo ostenta la religiosa española Milagros López Gutiérrez, reelegida en el Capítulo General de Barcelona (2016). La sede central se encuentra en Barcelona.
Las siervas de la Pasión se dedican a la defensa de la vida desde el mismo momento de la gestación, manifestándose en contra del aborto y de todo tipo de negación de la dignidad de la persona humana y del derecho a la vida. Además tienen como apostolado la asistencia en hospitales y clínicas y la educación cristiana de la infancia y de la juventud. Desde sus orígenes mantienen en sus casas, centros de acogida para la atención de las jóvenes embarazadas, guarderías y centros nutricionales.
En 2015, la congregación contaba con unas 81 religiosas y 14 comunidades presentes en Camerún, España y México. Junto a la Congregación de la Pasión y otros institutos religiosos, seculares y movimientos laicales, forma la Familia Pasionista.